# Срби у Сједињеним Америчким Државама
Срби у Сједињеним Америчким Државама (Срби у Сједињеним Државама, Срби у Америци или амерички Срби) су грађани САД српског порекла. Према подацима из 2023. било је 181.469 америчких држављана који су изјашљавали као Срби. Међутим, тај број може бити знатно већи, јер је у САД живело још око 290.000 људи који су се изјаснили као Југословени.
Први Србин досељен у Америку био је Ђорђе Шагић 1814. године, у Америци назван Џорџ Фишер (1795—1873). Шагић је био родом из Стоног Београда, а 1837. године живео је у Хјустону у Тексасу.

## Демографија
У метрополитанском подручју Чикага живи највећи број Срба у САД. Ово се може видети у великом броју црквених комплекса, као што је црква светог Симеона Мироточивог која се налази у источном делу Чикага, манастир Нова Грачаница који се налази у градићу Треће језеро и један од најзначајнијих манастир Св. Саве у Либертивилу, ИЛ у коме је смештен и српски православни богословски факултет. Остале битне заједнице Србо-Американаца се налазе у Бафалу, Кливленду, Детроиту, Индијанаполису, Питсбургу, Лос Анђелесу као и у Јужној Калифорнији (у граду Сан Дијегу), Финиксу (од осамдесетих година двадесетог века, те у Гринсбору од деведесетих година двадесетог века. Многи Срби у Америци су се изјаснили као Југословени, Власи или Бошњаци. У Америци има 359.254 који се изјашњавају као Југословени.

## Историја
Један од првих српских емиграната у Сједињеним Државама је био досељеник Џорџ Фишер, који је стигао у Филаделфију 1815, преселио се Мексико, борио се на страни Тексашке револуције, и постао судија у Калифорнији. Још један запажени рани Србин у Америци био је Басил Росевић, који је око 1800. основао бродарску компанију Trans-Oceanic Ship Lines. Почетком 1800-их, многи српски рибари и морепловци из Црне Горе и Херцеговине имигрирали су у Њу Орлеанс тражећи посао. Срби су 1841. основали Greek Orthodox парохију са грчким имигрантима у Њу Орлеансу,  додатно учврстивши своје присуство у региону.
Срби из Америке су се борили у Америчком грађанском рату, прије свега на страни Конфедерације, jер је већина Срба који живе у Америци била у Луизијани и Мисисипију. Срби су у Луизијани формирали неколико војних јединица, као што је Коњевићева компанија (названа по Антонију Коњевићу, који је имигрирао у Луизијану током 1830-их), и Први и Други Славонски пук. Најмање 400 Срба се борило у ове три јединице током грађанског рата. Неколико других познатих српских војника у грађанском рату долазило је из Алабаме и Флориде, посебно из Пенсаколе.
До 1906. године Срби у Америци су подигли о свом трошку осам православних цркава.
У фебруару 2023. године одржана је конференције српске дијаспоре у САД, највећи скуп српске дијаспоре у Америци у претходних 20 година.

#### Срби у Њујорку
Године 1838. октобра месеца приспео је у Њујорк, Србин из Будима Александар Пап. О свом путовању прекоокеанским бродом писао је родитељима.
У Њујорку је 1899. године "Друштво сједињених Срба" приредило годишњу забаву. Прво је изведен културни програм, током којег је певало "Њујоршко српско певачко друштво" и свирао гуслар српске јуначке песме. На челу друштва тада је био Васа Динић, а издавали су свој лист "Њујоршки гласник".
Године 1905. писале су новине о Србима милионерима америчким. Тако је Србин Бокељ у Њујорку, Тома Срзентић, сматран за милионера. Био је иначе "финансијер", на челу једне тамошње велике банке. У Њујорку је тада и други Србин милионер - Мита Лујановић, родом из Оршаве. Након што је био српски добровољац у српско-турском рату, стигао је у нови свет, где се обогатио.

#### Срби у Кливленду
Срби у Кливленд долазе у два наврата, почетком 20. века, и после Другог светског рата.
Лазар Кривокапић, који је био Србин из Црне Горе, који је овде дошао 1893. године је остао запамћен као први Србин у Кливленду. Овде се налази се и Рокфелеров парк у склопу кога је и српски врт, где се налазе бисте Светог Саве, Петра II Петровића Његоша, Петра I Карађорђевића, Вука Караџића, Стевана Мокрањца, Михајла Пупина, Николе Тесле, Милеве Марић Ајнштајн.

#### Срби у Калифорнији
У другој половини 19. века, већина Срба у Калифорнији је живео у мањим градовима, али су се касније почели селити у веће градове.
Сан Франциско је 1899. године сматран за "Центар америчких Срба", у којем је била велика колонија Срба насељеника. Ту је излазио први српски лист у Америци, под називом "Слобода", од 1893. године. Његов уредник велики родољуб Ђорђе Ковачевић добио је 1899. године орден "за ревност" (пет година рада) од црногорског књаза Николе. Године 1903. његов уредник је био Вељко Радојевић, Србин пореклом из Херцег Новог.
Умро је 1875. године у Сан Франциску Србин родом Рисна у Боки, Велимир Ћеловић у 40. години живота. За њега се говорило да је био сатирички песник, филолог, "одличан књижевник и добар говорник". Писао је на италијанском језику, а много тога што је написао остало је у рукопису. Његова предавања на енглеском језику била су увек добро посећена. Заслугом његовом отворена је прва опера у Сан Франциску.
У Сан Франциску је 1886. године излазио "Српски лист". Он је објавио тада вест о раду "Српско-црногорског добротворног и литерарног друштва". Друштво је децембра 1885. године изабрало Управу за наредну годину, у коју су ушли: председник Л. Јововић, потпредседник Ј. Аврамовић, благајник А. Сорић, финансијски тајник Ј. Ђура, а одборници - Ј. Анђус, С. Бошковић, С. Јанковић и Ф. Куртони. Управитељ друштвене читаонице био је И. Јововић.
Коста Гопчевић је у Сан Франциску 1893. године покренуо двонедељни лист "Србин Американац". Лист се бавио српским великанима, а први у низу био је владика-књаз-песник Његош. Гопчевић је умро 1903. године у америчком граду Пуебло Колу. У Сан Франциску су тамошње становнице Српкиње и Рускиње основале женско Православно црквено друштво. Оснивачки скуп је одржан у руској капели. Председница друштва постала је Рускиња гђа Константин, а потпредседница Српкиња Љубица Дабовић.
Срби у Калифорнији су формирали друштвено-културне организације, цркве и школе, заједнице и парохије. Они су у почетку били уједињени са Русима и Грцима и на тај начин су били део мешовите православне парохије. Руским духовницима није сметало то што је српска парохија имала различите обичаје од њих као нпр. језик, традицију, крсну славу и сл.
Кристијан Јелич (1992), америчка бејзбол звезда пореклом из Републике Српске, је рођен у Калифорнији.
Данас, највећи број Срба у Калифорнији живи у Лос Анђелесу.

#### Срби у Филаделфији
Помиње се 1838. године Србин Сегединац, Никола Белан у Филаделфији. Обогатио се тамо, продавао је драго камење.

#### Срби у Чикагу
Чикаго се сматра српским упориштем у Америци.
1872. године у Чикаго стиже први Србин, Иван Вучетић. Прва српска организација у Чикагу, „Обилић“, је основана давне 1878. године. Већ 1893. године је одржана прва српска парада у Чикагу на авенији Мичиген. Михајло Пупин је живео у Чикагу.
Свој прилог од 50 ф. је послало у Нови Сад 1897. године организација "Српско јединство" из Чикага.
У Чикагу је српски језик четврти по заступљености, после енглеског, шпанског и пољског. У Чикагу постоји Српски радио од средине 90-их.